# Partido judicial de Carlet
El partido judicial de Carlet es uno de los dieciocho partidos judiciales de la provincia de Valencia; en concreto se trata del partido judicial n.º 9 de la provincia de Valencia.
El ámbito territorial que viene regulado por el Real Decreto 529/1983, de 9 de marzo, comprende los municipios de:
- La Alcudia
- Alginet
- Almusafes
- Benifayó
- Benimodo
- Carlet
- Silla